# Anne-Sophie
Anne-Sophie est un prénom féminin composé des prénoms Anne et Sophie. Au XXe siècle, il atteindra en France son pic de popularité dans les années 1980 (1 702 naissances de Anne-Sophie en 1987).
Il est notamment porté par :
ordre alphabétique
- Anne-Sophie Barthet (1988- ), skieuse alpine française ;
- Anne-Sophie Franck (1986- ), actrice française ;
- Anne-Sophie Girard (1982- ), comédienne, humoriste et dramaturge française ;
- Anne-Sophie Lapix (1972- ), journaliste et animatrice de télévision française ;
- Anne-Sophie Llorens (1977- ), guitariste et professeure de musique classique française ;
- Anne-Sophie Novel (1981- ), journaliste, auteure et réalisatrice française ;
- Anne-Sophie Pic (1969- ), chef cuisinière et maître restauratrice française ;
- Anne-Sophie Versnaeyen (c. 1985- ), compositrice française de musique de films.

- Pour l'ensemble des articles sur les personnes portant ce prénom, consulter :
  - la liste des articles dont le titre commence par ce prénom
  - les listes produites par Wikidata : Liste des personnes de prénom « Anne-Sophie » — même liste en incluant les éventuels prénoms composés qui contiennent « Anne-Sophie ».